# Hethe
Hethe est un village et une paroisse civile de l'Oxfordshire, en Angleterre. Il est situé à environ 7 kilomètres au nord de la ville de Bicester. Administrativement, il dépend du district de Cherwell. Au moment du recensement de 2011, il comptait 275 habitants.

## Histoire
Le nom du village vient du vieil anglais hæð qui désigne une lande (heath en anglais moderne) ou plus généralement des terres non cultivées.
En 1066, au moment de la conquête normande de l'Angleterre, le manoir de Hethe est la propriétaire de Wulfward le Blanc, un vassal de la reine Édith de Wessex. Quelques années plus tard, Guillaume le Conquérant le remet à l'évêque Geoffroy de Montbray. Il devient la propriété des comtes de Gloucester jusqu'à l'extinction de leur lignée, en 1314. Le manoir passe entre les mains des comtes de Stafford de 1347 à 1521, date à laquelle les biens d'Edward Stafford sont confisqués par la Couronne.
Le St Bartholomew's Hospital devient propriétaire d'une hide de terrain à Hethe avant 1167. Cet établissement est fermé lors de la dissolution des monastères, en 1537, mais il rouvre dix ans plus tard. Il reste propriétaire de son terrain de Hethe au moins jusqu'en 1682.
Le manoir de Hethe House est construit au XVIIIe siècle pour héberger la veuve du seigneur de Shelswell.
Les terres de la paroisse sont cultivées en openfield jusqu'en 1772. Elles sont ensuite encloses à la suite d'une loi votée au Parlement.

## Vie économique et sociale

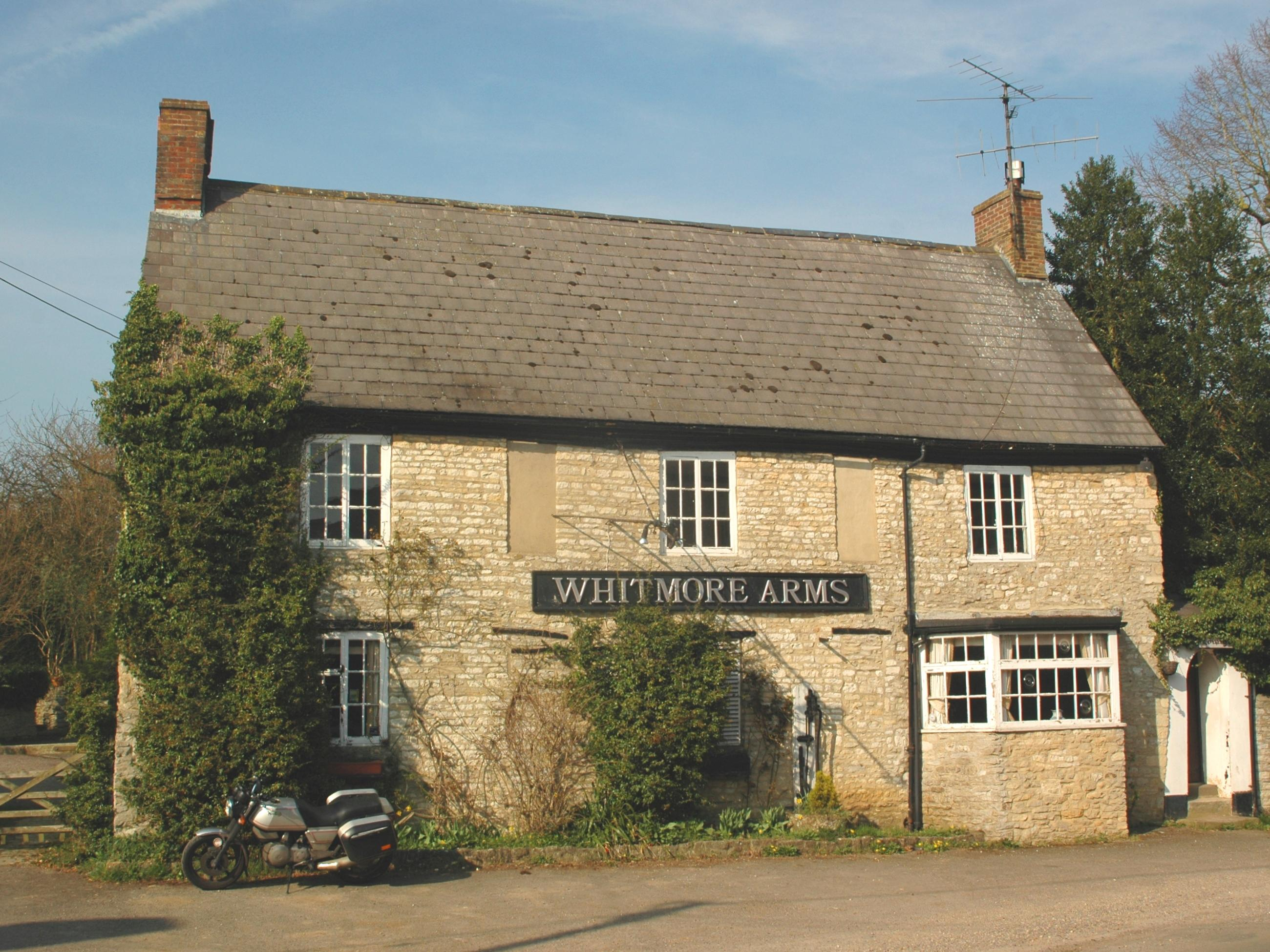
Le Whitmore Arms.

En 2001, sur 187 personnes âgées de 16 à 74 ans, 142 avaient un emploi (76 %). 34 travaillaient dans le secteur agricole et industriel (24 % des actifs), 108 dans le secteur des services (76 % des actifs).
Le pub de Hethe, le Whitmore Arms, est un monument classé de grade II depuis 1988. Il doit son nom au député whig Thomas Whitmore, qui a vécu à Hethe House de 1808 à 1811.
L'école publique de Hethe, aujourd'hui fermée, est construite en 1852 et agrandie en 1874. Elle devient une école primaire en 1924, puis une maternelle en 1948. Une école catholique, la St. Philip's School, est ouverte en 1870 et fermée en 1924.

## Religion

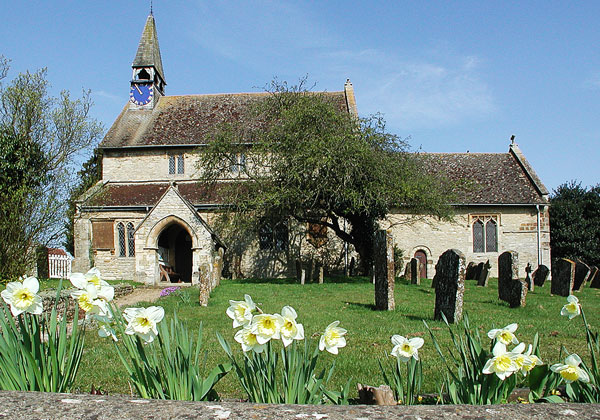
L'église Saint-Edmond-et-Saint-Georges.

L'église paroissiale anglicane est dédiée à Saint Edmond et Saint Georges. Son existence est attestée en 1154, date à laquelle elle est remise au prieuré augustinien de Kenilworth. Le mur ouest de la nef et le mur sud du chancel, tous deux percés d'une fenêtre en lancette de type normand, remontent à cette période. Le mur est du chancel est reconstruit au début du XIIIe siècle, avec l'ajout d'une fenêtre en gothique décoratif. Une claire-voie en gothique perpendiculaire est ajoutée à la nef au XVe siècle,.
Après la dissolution de l'abbaye de Kenilworth, en 1538, le patronage de l'église passe à la Couronne anglaise. L'évêque d'Oxford Samuel Wilberforce déplore l'état désastreux du bâtiment en 1854, soulignant qu'il n'est plus assez grand pour accueillir les fidèles. Sa restauration est effectuée cinq ans plus tard, en 1859, sous la direction de l'architecte George Edmund Street. L'arc du chancel est élargi et le bâtiment gagne un beffroi et un collatéral du côté nord. La fenêtre du XIIIe siècle est déplacée dans ce collatéral et remplacé par une nouvelle fenêtre du côté est,.

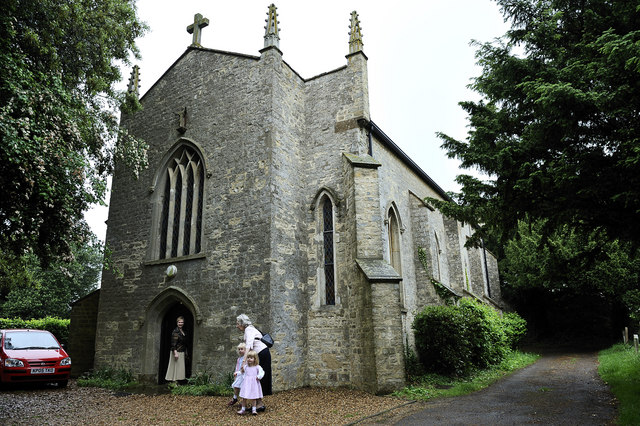
L'église de la Sainte-Trinité.

Après la Réforme anglaise, il faut attendre le début du XVIe siècle pour voir des catholiques à Hethe, avec l'installation de la famille Fermor à Hardwick et Tusmore, des villages voisins. Les Fermor sont des récusants qui ont leur propre prêtre et leur propre chapelle, et qui emploient du personnel et des ouvriers agricoles catholiques sur leurs terres de Hardwick, Somerton et Godington. En 1676, on recense dix catholiques à Hethe, tous au service de la famille Fermor qui a acquis des terres dans la paroisse avant cette date. Une population catholique d'une dizaine d'individus maximum se maintient à Hethe tout au long du XVIIIe siècle. En 1832, une église catholique dédiée à la Sainte-Trinité est construite à Hethe. Elle remplace la chapelle entretenue par les Fermor dans leur manoir de Hardwick, fermée en 1830 par le nouveau propriétaire des lieux. Ce bâtiment de style néo-gothique est dû à un architecte inconnu.
Enfin, l'existence d'une petite congrégation méthodiste est attestée à Hethe à partir de 1794. Une première chapelle méthodiste est construite en 1854, puis remplacée par une seconde en 1876. Elle sert encore de lieu de culte en 1955, mais est depuis devenue une résidence privée.